# Tipula cimarronensis
Tipula cimarronensis är en tvåvingeart som beskrevs av Rogers 1931. Tipula cimarronensis ingår i släktet Tipula och familjen storharkrankar. Inga underarter finns listade i Catalogue of Life.